# Plympton-Wyoming
Plympton-Wyoming es un pueblo canadiense situado en la provincia de Ontario.

## Superficie
Plympton-Wyoming tiene una superficie de 318,86 km².

## Demografía
En 2021, tenía 8308 habitantes, una densidad poblacional de 26,1 hab./km², y 3513 viviendas.